# مورهاوس (میزوری)
مورهاوس (به انگلیسی: Morehouse) یک شهر در ایالات متحده آمریکا است که در شهرستان نیو مادرید، میزوری واقع شده‌است. مورهاوس ۲٫۰۵ کیلومتر مربع مساحت و ۹۷۳ نفر جمعیت دارد و ۹۲ متر بالاتر از سطح دریا قرار دارد.